# God Loves Uganda
God Loves Uganda es una película documental estadounidense de 2013 producida y dirigida por Roger Ross Williams, que se estrenó en el Festival de Cine de Sundance de 2013. Explora las conexiones entre el evangelismo en América del Norte y Uganda, sugiriendo que la influencia norteamericana es la razón detrás de la controvertida Ley Antihomosexualidad de Uganda, que en un momento planteó la posibilidad de la pena de muerte para gays y lesbianas. Los realizadores siguen a un grupo de jóvenes misioneros de la Casa Internacional de Oración en su primer esfuerzo misionero en otra nación, además de entrevistar a varios líderes evangélicos de Estados Unidos y Uganda.
Williams se inspiró para hacer God Loves Uganda cuando conoció a David Kato, un activista LGBT que fue asesinado en 2011, aparentemente en un robo. Kato dijo que había una historia no contada sobre el daño que los evangélicos fundamentalistas estadounidenses están causando en Uganda, y de la naturaleza insidiosa de su esfuerzo agresivo por cosechar almas jóvenes no reclamadas para predicar un evangelio de amor entrelazado con un evangelio de intolerancia.
El estreno holandés de la película fue en el Festival de Cine Movies that Matter en los Países Bajos en 2014.

## Recepción
A finales de mayo de 2014, la película se emitió en varias estaciones de la cadena PBS en los Estados Unidos como parte de la serie Independent Lens. En respuesta, la Casa Internacional de Oración publicó una sección de preguntas frecuentes sobre God Loves Uganda en su sitio web que responde a varias de las cuestiones planteadas en el documental. El sitio web Right Wing Watch criticó posteriormente esa respuesta.
Joe Mirabella de The Huffington Post la describió como "la película más aterradora del año"; Tim Wu de Slate y Bill Blezek del Omaha World-Herald describieron la película como "inquietante". Por otro lado, John G. Stackhouse Jr. de Christianity Today criticó la película por "evangelofobia" y por comerciar con "propaganda", comparándola con la película de 2006 Jesus Camp. En el sitio web del agregador de reseñas Rotten Tomatoes, la película tiene un índice de aprobación del 100% basado en 29 reseñas y una calificación promedio de 7,67/10.

## Premios
God Loves Uganda ha ganado los siguientes premios:
- Premio Full Frame Inspiration en el Festival de Cine Documental Full Frame[11]
- Gran Premio del Jurado al Mejor Documental en el Festival Internacional de Cine de Dallas de 2013[12]
- Mejor Largometraje Documental en el Festival de Cine Independiente de Ashland[13]
- Premio del Público al Documental en el Mountain Film Festival[14]
- Mejor Documental General en el Festival de Cine DocuWest[15]
- Premio del Jurado Juvenil de Sheffield en el Sheffield Doc/Fest[16]
- Película Pink Peach del Gran Jurado en el Festival de Cine de Atlanta[17]
- Premio del Jurado al Largometraje Documental en el Festival Internacional de Cine Gay y Lésbico de Tampa[18]